# Valentina Grippo
Valentina Grippo (Roma, 7 agosto 1971) è una politica italiana, dal 13 ottobre 2022 deputata alla Camera per Azione.

## Biografia
Nata il 7 agosto 1971 a Roma, dove consegue la maturità classico al liceo classico Ennio Quirino Visconti e la laurea in Giurisprudenza all'Università degli Studi "La Sapienza" con 110 e lode, è giornalista professionista dal 1997 e scrive di cultura, turismo e innovazione per le principali testate nazionali e internazionali; è docente universitaria di diritto del turismo, diritto dei nuovi media e copyright.
Alle elezioni amministrative del 2006 si candida al consiglio del Municipio Roma III, come indipendente nelle liste de L'Ulivo, risultando eletta. Viene riconfermata nel medesimo municipio alle amministrative del 2008, svolgendo successivamente l'incarico di assessore alle politiche culturali, alla scuola e all’Innovazione. Successivamente si iscrive al Partito Democratico, diventandone poi la vice-segretaria cittadina di Roma e coordinando le primarie per Matteo Renzi a Roma e nel Lazio.
Alle amministrative del 2013 si candida come consigliere comunale a Roma tra le liste del PD, a sostegno del candidato sindaco Ignazio Marino, risultando eletta all'Assemblea Capitolina, dove presiede la commissione Turismo e Relazioni Internazionali.
Alle elezioni regionali nel Lazio del 2018 si candida nelle liste del PD, a sostegno della mozione del presidente uscente Nicola Zingaretti, risultando eletta nella circoscrizione di Roma in consiglio regionale del Lazio, dove ricopre l'incarico di presidente della Commissione speciale sui Piani di zona.
Nel 2019 abbandona il PD ed aderisce ad Azione di Carlo Calenda, di cui diventerà successivamente portavoce nazionale e segretaria regionale nel Lazio. Diventa anche capogruppo del gruppo misto al Consiglio regionale del Lazio.
Alle elezioni politiche anticipate del 2022 viene candidata alla Camera dei deputati, tra le liste della lista elettorale Azione - Italia Viva nei collegi plurinominali Lazio 1 - 01 in terza posizione e come capolista in quelli del Lazio 2 - 01, Lazio 2 - 02 e Veneto 1 - 01, oltreché nel collegio uninominale Lazio 1 - 07 (Roma-Monte Mario), risultando eletta deputata nel plurinominale Veneto 1 - 01. Nella XIX legislatura è vicepresidente della 7ª Commissione Cultura, scienza e istruzione, componente del Comitato per la legislazione e membro supplente della delegazione presso l'assemblea parlamentare del Consiglio d'Europa.